# Holland in da Hood
Holland in da Hood was een Nederlandse realitysoap over acht onbekende rappers uit Nederland die naar Los Angeles gingen. De serie werd geproduceerd door Eyeworks en in september en oktober 2011 uitgezonden op RTL 5.
Voor de serie gingen de acht rappers G-Low (later Angelyrical), Kinkelkid, MC Biggah, Jimsky, Dymanite, P2, Lee-Yo en Otie naar Los Angeles in de Verenigde Staten om de 'roots' van hiphop te ervaren en een poging te doen om door te breken in de muziekindustrie. De serie bestond uit zes afleveringen. Per aflevering konden de rappers prijzen verdienen en werkten ze aan hun hiphopvaardigheden. Aan het eind van de serie deden ze auditie voor platenbaas Max Gousse van Def Jam Recordings. Hij bepaalde wie van hen de beste hiphopper was. De winnaar kreeg de mogelijkheid aan een internationale hiphopcarrière te werken. In de laatste aflevering won Lee-Yo het programma. Hij mocht zijn eigen plaat opnemen.
Het programma kreeg met name de kritiek dat het zijn deelnemers belachelijk maakte, maar ook dat het een eenzijdig beeld neerzette van hiphop in Nederland en het genre an sich.

## Kijkcijfers
| Aflevering   | Datum             | Kijkcijfer | Marktaandeel |
| ------------ | ----------------- | ---------- | ------------ |
| Aflevering 1 | 8 september 2011  | 561.000    | 8,9%         |
| Aflevering 2 | 15 september 2011 | 490.000    | 8,1%         |
| Aflevering 3 | 22 september 2011 | 411.000    | 7,1%         |
| Aflevering 4 | 29 september 2011 | 464.000    | 7,7%         |
| Aflevering 5 | 6 oktober 2011    | 519.000    | 8,9%         |
| Aflevering 6 | 13 oktober 2011   | 446.000    | 7,5%         |